# IC 1988
IC 1988 — галактика типу NF (в процесі підтвердження) у сузір'ї Ерідан.
Цей об'єкт міститься в оригінальній редакції індексного каталогу.